# Constitución de Georgia
La Constitución de Georgia (en georgiano: საქართველოს კონსტიტუცია, sakartvelos k'onstitutsia) es la ley suprema de Georgia. Fue aprobada por el Parlamento de Georgia el 24 de agosto, y entró en vigencia el 7 de octubre de 1995. La Constitución reemplazó el Decreto sobre el Poder del Estado en noviembre de 1992, el cual había funcionado como una ley básica provisional tras la disolución de la Unión Soviética.

## Historia inicial constitucional
Bajo el gobierno de Zviad Gamsajurdia, el primer Presidente democráticamente elegido de la Georgia nuevamente independiente, la nación continuó rigiendo bajo la Constitución de 1978 de la República Socialista Soviética de Georgia, el cual se basó en la Constitución de 1977 de la Unión Soviética. El primer Parlamento pos-comunista realizó una reforma a gran escala de este documento. En febrero de 1992, el Congreso Nacional Georgiano (el parlamento alterno elegido en 1990) retomó formalmente la Constitución del 21 de febrero de 1921, como la constitución efectiva del país. El texto obtuvo legitimidad bajo las firmas de Dzhaba Ioseliani y Tengiz Kitovani, que en aquel tiempo eran dos de los 3 miembros del Consejo Militar. En febrero de 1993, el presidente Eduard Shevardnadze pidió revisiones extensas de la Constitución de 1921. Al caracterizar la inmensa mayoría del documento como totalmente inaceptable, Shevardnadze propuso formar una comisión constitucional para redactar una versión nueva para el mes de diciembre de 1993.

## Reforma constitucional de 2004
El 4 de enero, Mikhail Saakashvili ganó las elecciones presidenciales de Georgia de 2004, con una aplastante mayoría del 96% de los votos. Al asumir el cargo, Saakashvili apresuró las reformas a la Constitución por medio del Parlamento en febrero de ese año, cuyos cambios se basaban en fortalecer el poder del Presidente en disolver el Parlamento, y la creación del cargo de Primer ministro. Zurab Shvania fue nombrado primer ministro y Nino Burjanadze, el presidente interino, se convirtió en el Vocero del Parlamento.

## Reforma constitucional de 2010
El 15 de octubre de 2010, tras un resultado de 112 votos a favor y 5 en contra, el Parlamento de Georgia aprobó una nueva reforma constitucional, el cual reducía enormemente el poder del Presidente en favor del Primer ministro y el gobierno. La nueva constitución entró en vigencia el 17 de noviembre de 2013, tras la llegada a la presidencia de Giorgi Margvelashvili, ganador de las elecciones presidenciales de 2013.